# Adelaide Hanscom Leeson

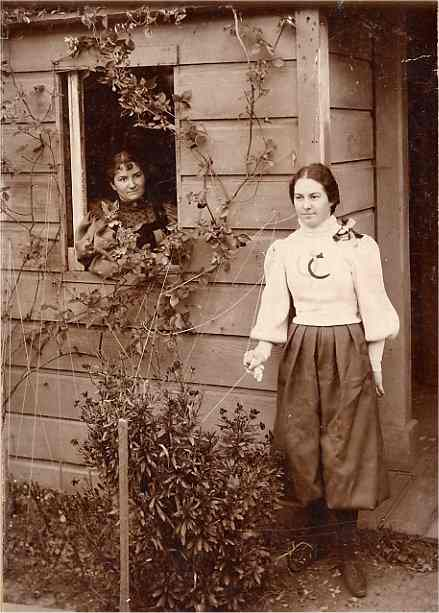
Adelaide (in het raam) en haar zus Sarah

Adelaide Marquand Hanscom Leeson (Coos Bay, 25 november 1875 – Pasadena (Californië), 19 november 1931) was een Amerikaans kunstschilderes en fotografe. Ze geldt als de eerste die uitgebreid literaire boeken illustreerde met foto’s.

## Leven en werk
Hanscom was de dochter van een zakenman en studeerde aan de Universiteit van Californië, aanvankelijk gericht op de schilderkunst. Tijdens haar studie kwam ze in contact met de fotografie en werd daardoor gegrepen. Na haar studie, in 1902 begon ze dan ook een fotostudio in San Francisco. Ze exposeerde op picturalistische tentoonstellingen en trok al snel de aandacht met haar kunstzinnige benadering van de fotografie, onder meer met haar studie Mother and Child.

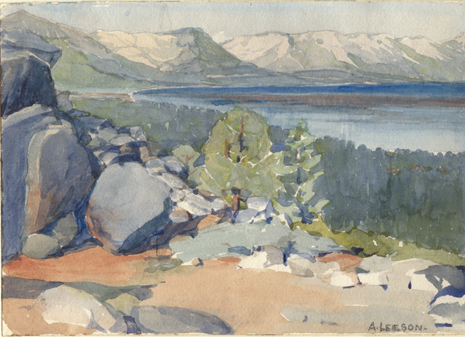
Lake Tahoe, schilderij 1929

In 1903 begon ze te werken aan een serie foto’s ter illustratie van Omar Khayyáms Rubaiyat. De Rubaiyat werd daarmee een van de eerste boeken die uitgebreid geïllustreerd werden met foto’s. Hanscom gaf zelf aan dat ze met haar illustraties in het boek de “zoektocht van de menselijke ziel naar de waarheid en de strijd tegen dogmatisme” tot uitdrukking wilde brengen. De publicatie van de Rubaiyat in 1905 werd in Amerika een nationaal succes.
In 1906 werd Hanscoms fotostudio, met al haar negatieven, verwoest tijdens de aardbeving San Francisco. Samen met Gertrude Wilson richtte ze vervolgens een nieuwe studio op in Seattle en richtte zich aanvankelijk vooral op commercieel werk, vooral portretten, maar ook krantenfoto’s. In hetzelfde jaar nodigde Alfred Stieglitz haar uit om lid te worden van de picturalistische fotografieclub Photo-Secession, hetgeen haar weer aanzette tot meer creatieve werken. Ze begon in 1907 te werken aan de illustratie van Elizabeth Barrett Brownings Sonnets from the Portuguese (uiteindelijk pas gepubliceerd in 1916) en in 1908 won ze en groots opgezette competitie voor een logo-ontwerp voor de "Alaska–Yukon–Pacific Exposition" te Seattle.
Hanscom huwde in 1909 met de mijningenieur Arthur Leeson en had met hem twee kinderen. Na het uitbreken van de Eerste Wereldoorlog werd haar man echter naar Europa gezonden en sneuvelde daar op de slagvelden. Hanscom raakte daardoor in een diepe depressie en stopte met fotograferen. Wel legde ze zich in de loop van de jaren twintig weer toe op de schilderkunst. In 1931 werd ze overreden door een auto terwijl ze uit een trolleybus stapte.

## Fotogalerij

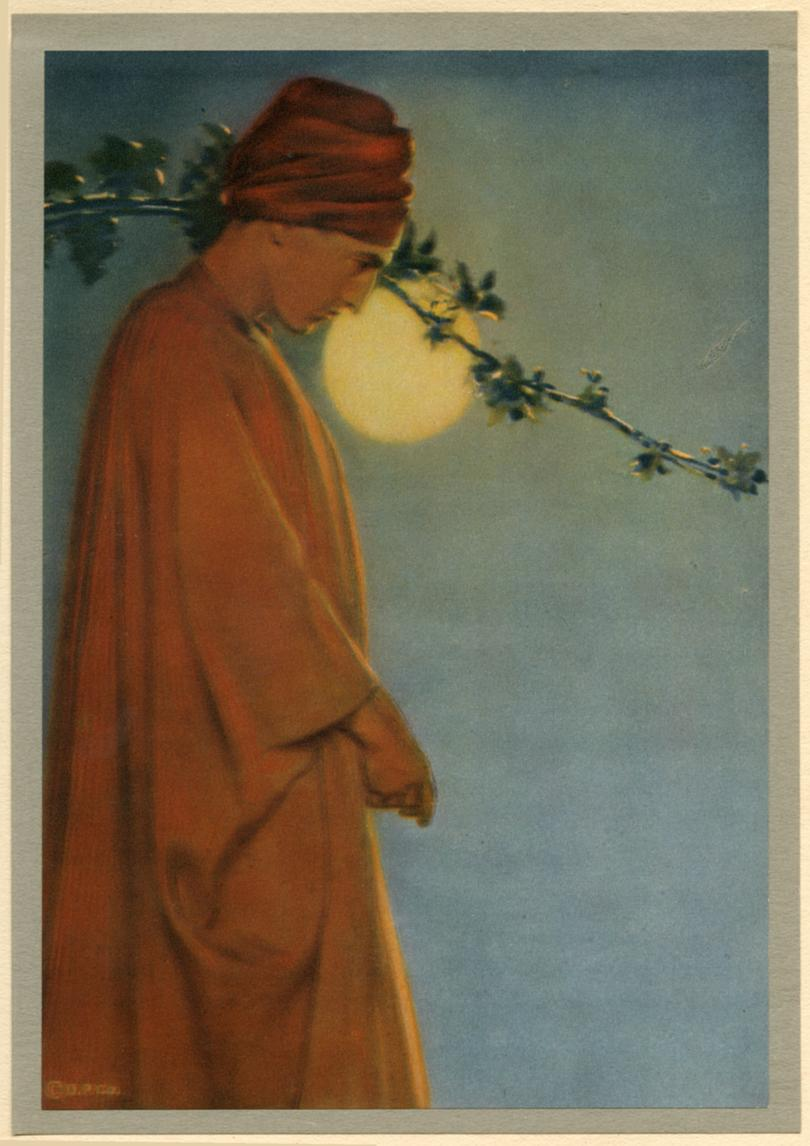
Ruby kindles in the vine, Rubaiyat Omar Khayyam
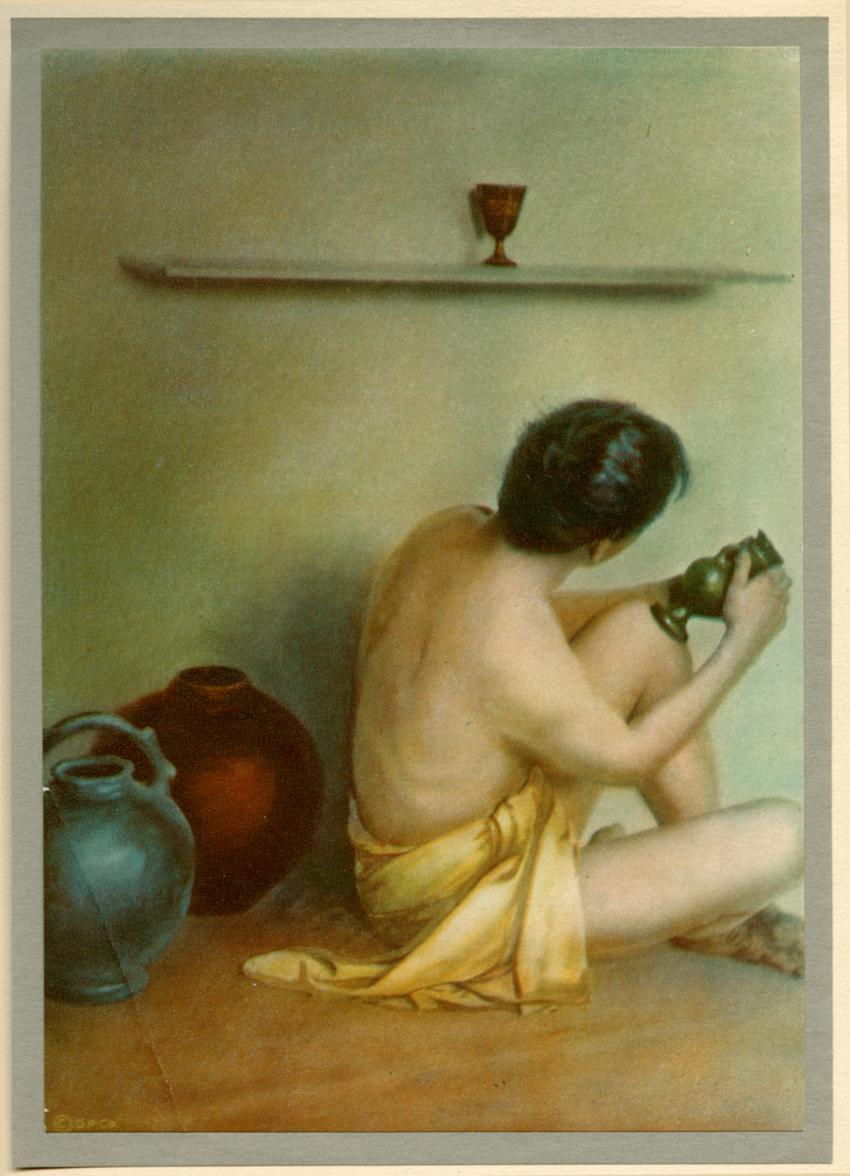
Potter thumping his wet Clay, Rubaiyat Omar Khayyam
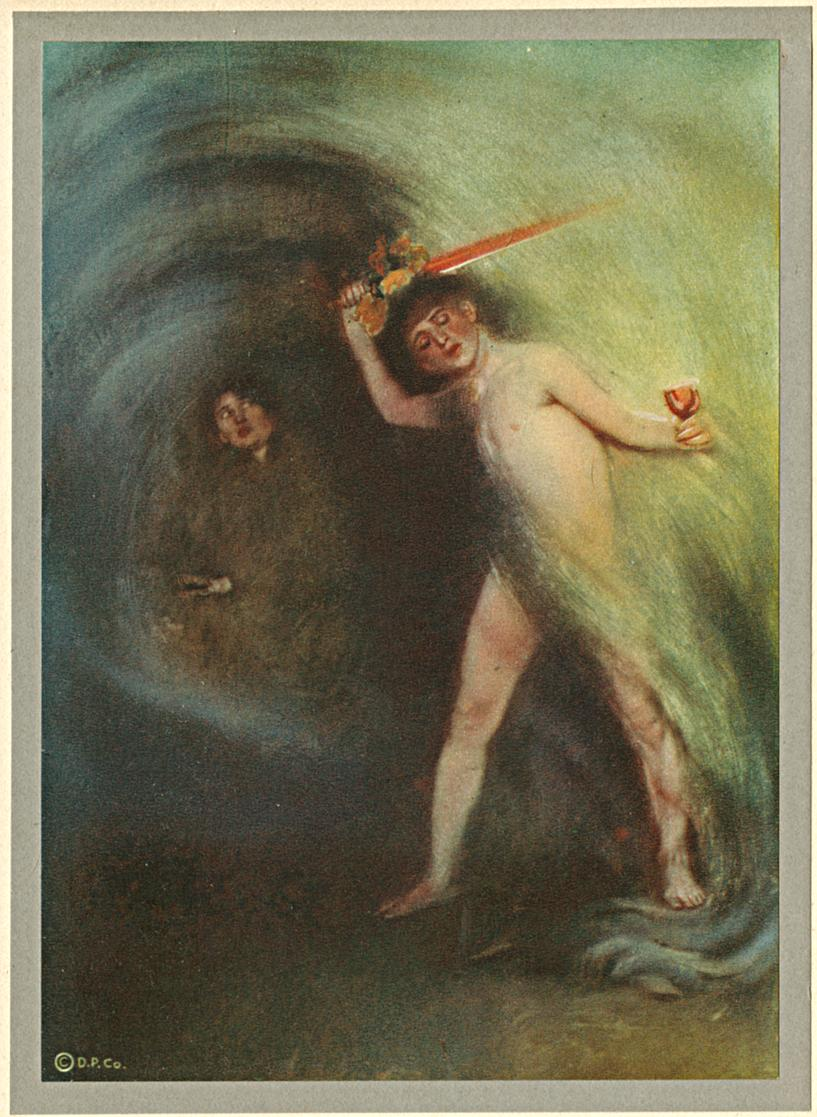
Lured with hope of some Diviner Drink, Rubaiyat Omar Khayyam
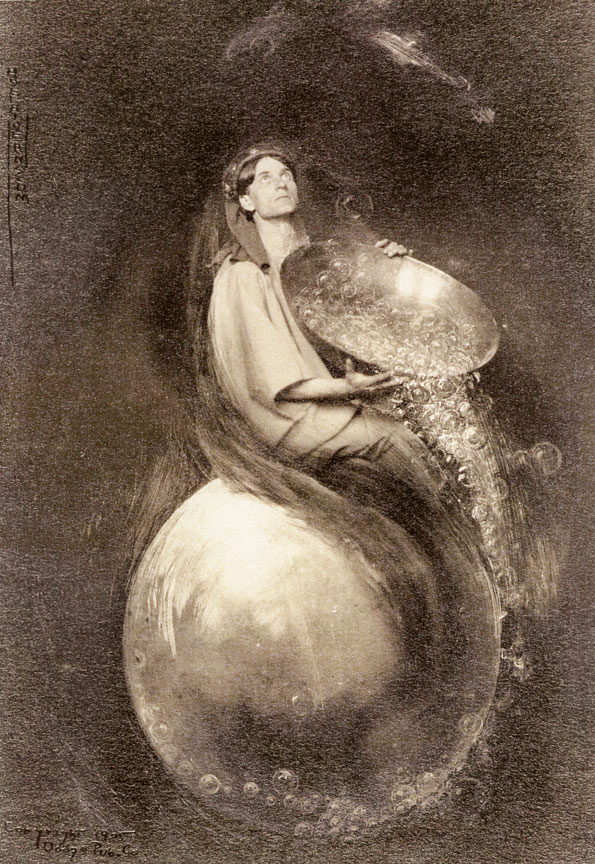
The Eternal Saki, Rubaiyat Omar Khayyam
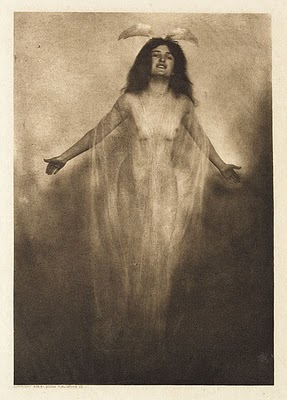
The eternal saki 2, Rubaiyat Omar Khayyam
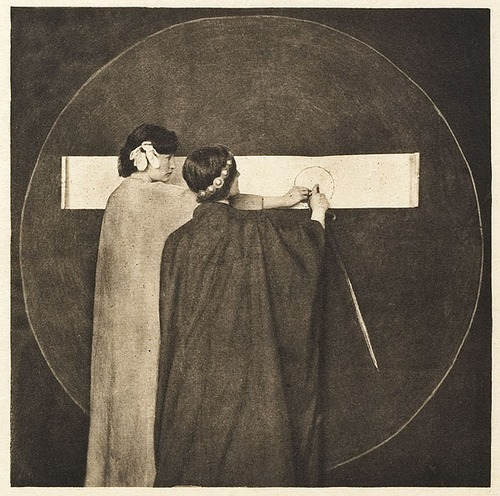
Forgotten corners
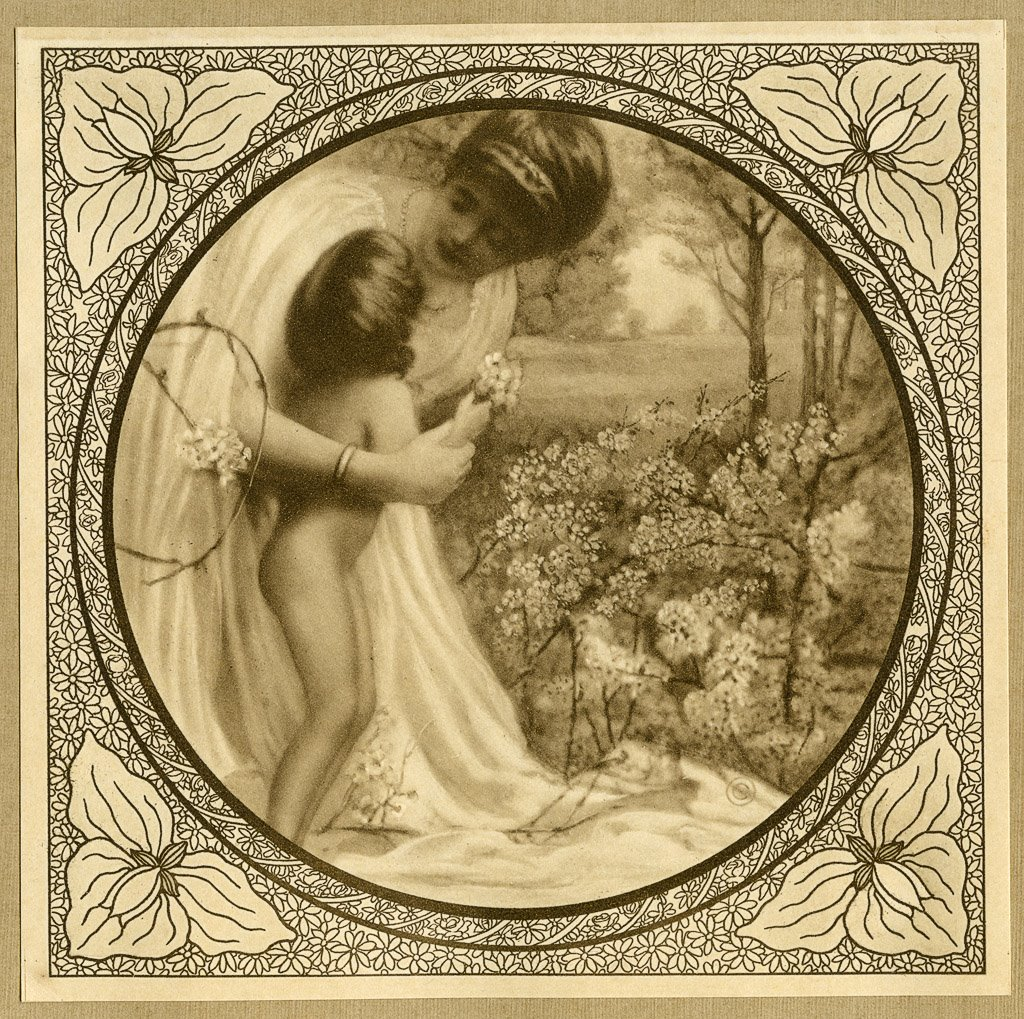
Uit: The Sonnets from the Portuguese, 1916
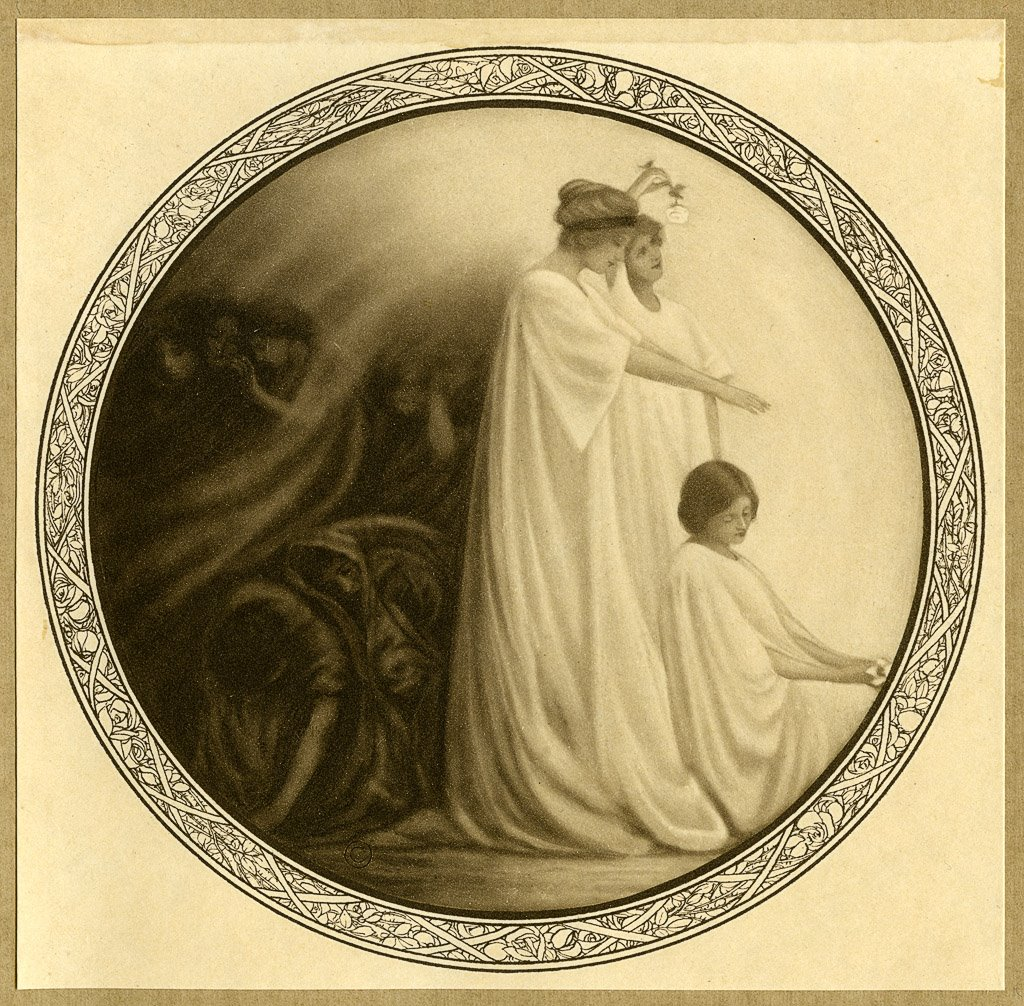
Uit: The Sonnets from the Portuguese, 1916
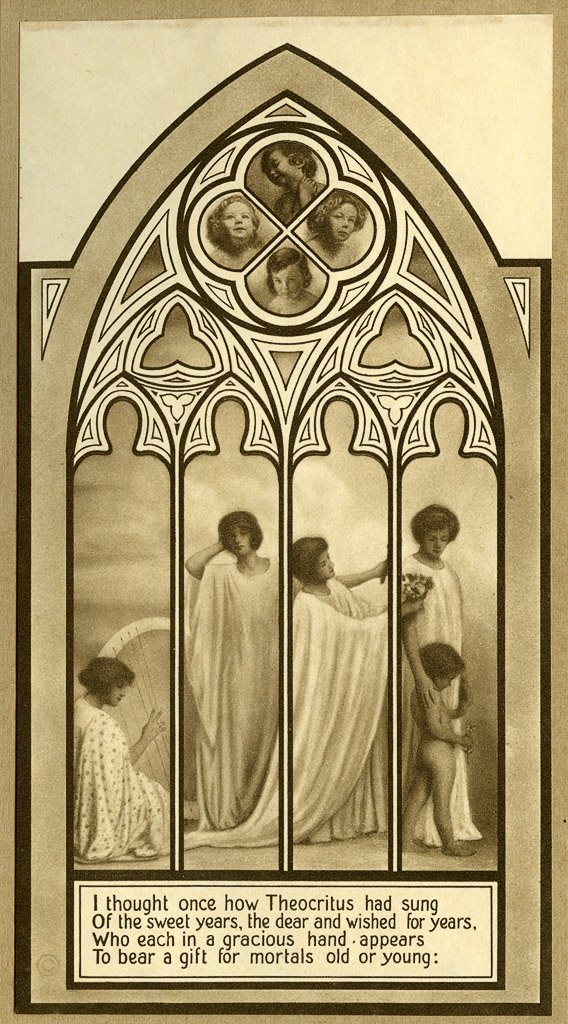
Uit: The Sonnets from the Portuguese, 1916
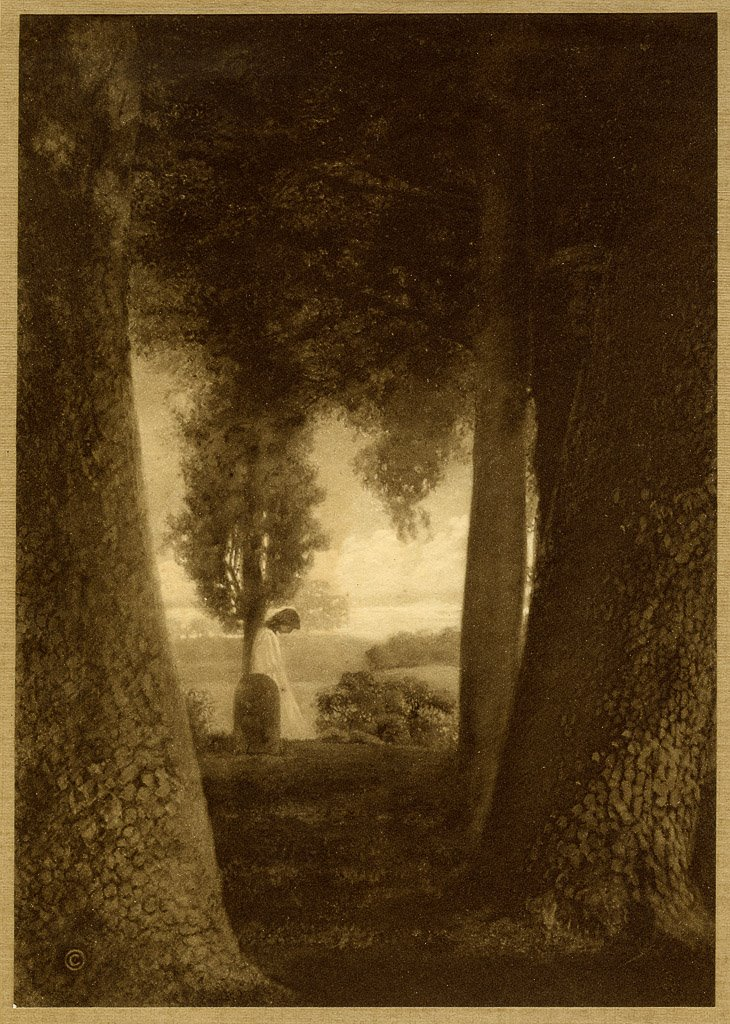
Uit: The Sonnets from the Portuguese, 1916